# Krasimir Kolev
Krasimir Kolev (* 12. November 1979) ist ein US-amerikanischer Tennisspieler.

## Karriere
Kolev spielte zwischen 2009 und 2015 nur einige wenige Turniere auf der ITF Future Tour und der ATP Challenger Tour.
2013 kam er in Newport bei den Hall of Fame Tennis Championships als Ersatz zu seinem Debüt auf der ATP World Tour. Mit seinem Partner Frederico Gil verlor er gegen Matthew Ebden und Igor Sijsling mit 2:6, 1:6.